# Manuel Maria Coelho

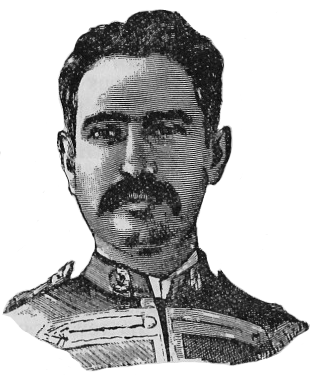
Porträt Manuel Maria Coelhos, 1891

Manuel Maria Coelho (* 6. März 1857 in Chaves; † 10. Januar 1943 in Lissabon) war ein portugiesischer Offizier, Politiker und Premierminister (Presidente do Conselho de Ministros) während der Ersten Republik.

## Leben

### Militärische Laufbahn, Revolutionär und Verbannung
Coelho absolvierte nach der Schulausbildung von Gymnasien in Braga und Porto eine militärische Laufbahn als Offizier der Infanterie, der sich bereits seit 1880 für die Ideale der Republik einsetzte. Als solcher nahm er bereits am 31. Januar 1891 an der republikanischen Revolution in Porto teil. Nach der Niederschlagung des Aufstandes erfolgte eine fünfjährige Verbannung nach Angola. Später gehörte er zu den wenigen Offizieren, die mit der Erinnerungsmedaille der Revolta do Porto ausgezeichnet wurde.
Nach seiner Rückkehr aus der Verbannung 1896 versuchte er vergeblich die Gründung einer republikanischen Bewegung. Enttäuscht über das Scheitern dieser Bemühungen trat er anschließend Dienstposten in Angola und später in São Tomé an.

### Erste Republik und Erster Weltkrieg
Nach der Gründung der Ersten Republik am 6. Oktober 1910 war er im Rang eines Major vom 18. Januar 1911 bis zum 26. Januar 1912 Generalgouverneur von Angola. Während dieser Zeit setzte er sich für die Einführung eines Tierärztlichen Dienstes und die Stärkung der Viehzucht ein. Danach war er zeitweise Verwaltungsdirektor der Staatskasse (Caixa Geral de Depósitos) sowie der Mosambikanischen Gesellschaft (Companhia de Moçambique). Während des Ersten Weltkrieges wurde er 1914 Chef einer Expeditionsmission im Süden Angolas zur Prüfung des Eisenbahnbaus sowie später Mitglied einer Forschungsmission zur Begutachtung der Anpflanzung von Roten Rüben in Angola.
1917 wurde er zum Generalgouverneur von Portugiesisch-Guinea, dem heutigen Guinea-Bissau, ernannt. Später er dann im Rang eines Obersts Kommandeur des Militärhospitals von Campolide.

### Premierminister 1921
1921 erfolgte zunächst seine Wahl zum Abgeordneten des Parlaments (Assembleia da República), in dem er einen der Wahlkreise Lissabons vertrat. Nach der Ermordung von Premierminister António Joaquim Granjo während der Lissabonner Blutnacht (Noite Sangrenta) am 19. Oktober 1921 wurde er dessen Nachfolger als Premierminister (Presidente do Conselho de Ministros). In seinem lediglich bis zum 5. November 1921 amtierenden Kabinett übernahm er zugleich das Amt des Innenministers.

## Veröffentlichungen und journalistische Tätigkeiten
Neben frühen Artikeln in republikanisch orientierten Zeitungen war er Gründer und Redakteur der von 1880 bis 1881 in Lissabon erschienenen Wochenzeitung „Gerechtigkeit“ (A Justiça) sowie 1883 Anteilseigner der „Handelszeitung von Vila Real“ (Comércio de Vila Real). Während seiner Verbannung in Angola war er 1893 Herausgeber der in Luanda erschienenen Wochenzeitung „Die Provinz“ (A Província). 1898 wurde er Herausgeber des in Porto veröffentlichten „Blatt des Nordens“ (A Fôlha do Norte). Über seine Erlebnisse während der Revolution vom Januar 1891 war er 1901 neben João Pinheiro Chagas Autor der „Geschichte der Revolte von Porto“ („História da Revolta do Porto“).
Nach seinem Rückzug aus dem politischen Leben war er Mitherausgeber von insgesamt dreißig Zeitungen und Magazinen wie insbesondere zwischen 1929 und 1936 des republikanischen Magazins Seara Nova und 1932 Chefredakteur der in Lissabon erschienenen „Zeitung des Nordens“ (Diário da Noite).
Darüber hinaus gehörte er als Mitglied der Geographischen Gesellschaft Lissabons (Sociedade de Geografia de Lisboa) an.